# Bund der Kommunisten Montenegros
Der Bund der Kommunisten Montenegros (serbokroatisch Savez komunista Crne Gore / Савез комуниста Црне Горе, SKCG / СКЦГ) war eine kommunistische Partei in Jugoslawien und ein Teil des Bundes der Kommunisten Jugoslawiens, der Regierungspartei im ehemaligen Jugoslawien.

## Geschichte
Die Partei wurde 1943 als die Kommunistische Partei Montenegros gegründet, bevor sie in die Kommunistische Partei Jugoslawiens eingegliedert wurde. Zu Beginn der 1990er Jahre brachten Spannungen zwischen den Teilrepubliken Jugoslawiens den BdKJ zum Zusammenbruch. Am 22. Juni 1992 wurde die Partei aufgelöst. Der direkte Nachfolger war die Demokratische Partei der Sozialisten Montenegros. 1993 wurde eine neue kommunistische Partei Montenegros gegründet.

## Parteiführer
1. Blažo Jovanović (Mai 1943 – 29. Juni 1963)
2. Đorđije Pajković (29. Juni 1963 – 14. Dezember 1968)
3. Veselin Đuranović (14. Dezember 1968 – 21. März 1977)
4. Vojo Srzentić (21. März 1977 – 1. Juli 1982)
5. Dobroslav Ćulafić (1. Juli 1982 – Mai 1984)
6. Vidoje Žarković (Mai 1984 – 30. Juli 1984)
7. Marko Orlandić (30. Juli 1984 – Mai 1986)
8. Miljan Radović (Mai 1986 – 11. Januar 1989)
9. Veselin Vukotić (11. Januar 1989 – 26. April 1989)
10. Milica Pejanović-Đurišić (26. April 1989 – 28. April 1989)
11. Momir Bulatović (28. April 1989 – 4. Februar 1990)